# Železniční trať Dolní Lipka – Hanušovice
Železniční trať Dolní Lipka – Hanušovice (v  jízdním řádu pro cestující označená spolu s tratěmi Ústí nad Orlicí – Lichkov, Lichkov – Mlýnický Dvůr číslem 024, dříve 025) je jednokolejná trať, součást celostátní dráhy. Jedná se o nejsevernější železniční spojnici Čech a Moravy. Prochází dvěma tunely a ve stanici Červený Potok (605 m n. m.) překonává kontinentální rozvodí mezi Severním a Černým mořem.

## Historie
List povolení Františka Josefa I. ze dne 11. září 1871 udělil koncesionářům právo ke stavbě a užívání železnice lokomotivní že Šternberka na Moravský Šumperk k některému místu železnice do Mezilesí blíž hranic rakousko-pruských.
Trať Dolní Lipka – Hanušovice vlastnila společnost Moravská pohraniční dráha od října 1873 až do svého zestátnění 1. ledna 1895.

### Co vypovídají staré jízdní řády
V roce 1912 byly podle tehdejšího jízdního řádu v provozu tyto stanice:
Hanušovice (něm. Hannsdorf), Vlaské (něm. Blaschke), Krumperky-Moravice (něm. Grumberg–Möhrau, nyní Podlesí), Červený Potok (něm. Rothfloss), Prostřední Lipka (něm. Mittel Lipka), Králíky (něm. Grulich, nyní Dolní Lipka)
| rok                                                                     | provozovaná trať                                                   | počet vlaků |
| ----------------------------------------------------------------------- | ------------------------------------------------------------------ | --- |
| 1912                                                                    | 129b Hannsdorf – Wichstadtl-Lichtenau                              | 3 os Hannsdorf – Grulich |
| 1921                                                                    | 144 Hradec Králové – Hanušovice                                    | 4 Os Hanušovice – Dolní Lipka |
| 1928/1929                                                               | 145 Praha – Hradec Králové – Hanušovice                            | 2 R + 3 Os Dolní Lipka – Hanušovice |
| 1937/1938                                                               | 126 Praha – Hradec Králové – Hanušovice                            | 2 R + 4 Os Dolní Lipka – Hanušovice |
| 1944/1945                                                               | 154 Breslau – Glatz – Nieder Lipka – Mährisch Schönberg – Olmütz   | 1 R + 5 Os Nieder Lipka – Hannsdorf |
| 1945/1946                                                               | 2 Velký Osek – Hradec Králové – Hanušovice                         | 1 R + 5 Os Dolní Lipka – Hanušovice |
| 1959/1960                                                               | 2 Velký Osek – Hradec Králové – Hanušovice                         | 1 R + 7 Os Dolní Lipka – Hanušovice |
| 1988/1989                                                               | 020 Velký Osek – Hradec Králové – Lichkov – Hanušovice/Miedzylesie | 1 R + 6 Os Dolní Lipka – Hanušovice |
| 2002/2003                                                               | 021 Týniště n. Orl. – Hanušovice                                   | 1 R + 6 Os Dolní Lipka – Hanušovice |
| 2005/2006                                                               | 025 Dolní Lipka – Hanušovice                                       | 1 R + 6 Os |
| 2011/2012                                                               | Dolní Lipka – Hanušovice                                           | osobní doprava zastavena |
| 2017/2018                                                               | 025 Dolní Lipka – Hanušovice                                       | provoz pouze o sobotách a nedělích – 1 Sp Ústí nad Orlicí – Hanušovice + 3 Os Dolní Lipka Hanušovice (ve směru od Dolní Lipky dva z Králík, v opačném jeden do Králík a jede do Lichkova) + 1 Sp Česká Třebová – Hanušovice o sobotách v letním období. |
| Vysvětlivky R – rychlík nebo expres, Os – osobní vlak, Sp – spěšný vlak |                                                                    | |

## Navazující tratě
- Hanušovice
  - Železniční trať Šumperk–Krnov
  - Železniční trať Hanušovice – Staré Město pod Sněžníkem
- Dolní Lipka
  - Železniční trať Lichkov–Štíty

## Provoz
Na trati jsou v pravidelném provozu nákladní vlaky, osobní vlaky jezdí jen o sobotách a nedělích. Osobní doprava byla pro řídké osídlení spíše slabší; na počátku 21. století se pohybovala okolo pěti či šesti párů motorových osobních vlaků. Dříve tudy projížděl i pár rychlíků spojující Prahu a Jeseník. Nákladní doprava je minimální, ožívá ovšem při odklonech.
V roce 2011 navrhla společnost OREDO, jednající za Pardubický kraj, v rámci optimalizace dopravy zastavit osobní dopravu a nahradit ji autobusovou linkou Králíky – Hanušovice. Proti tomuto záměru vznikla petice, kterou podepsala více než třetina místních práceschopných obyvatel. Navzdory tomu po dalších jednáních s obcemi (květen 2011) považoval Pardubický kraj zastavení dopravy za hotovou věc; a to přesto, že východní polovina trati leží na území Olomouckého kraje a tamní starostové na jednání se záměrem výslovně nesouhlasili.
OREDO pro období jízdního řádu 2012 (tj. od 11. prosince 2011) žádnou osobní dopravu v závazku veřejné služby v úseku Dolní Lipka – hranice s Olomouckým krajem (– Hanušovice) neobjednalo a Olomoucký kraj v reakci na to neobjednal dopravu ani na své části tratě.
Od 2. února 2013 se pravidelná osobní doprava mezi Dolní Lipku a Hanušovice vrátila, pouze však o sobotách a nedělích.
Od GVD 2015/2016 jezdí v letním období na trati též historický spěšný vlak Králický Sněžník.[zdroj?]
Od GVD 2019/2020 zajíždí do Hanušovic Leo Express.

## Stanice a zastávky

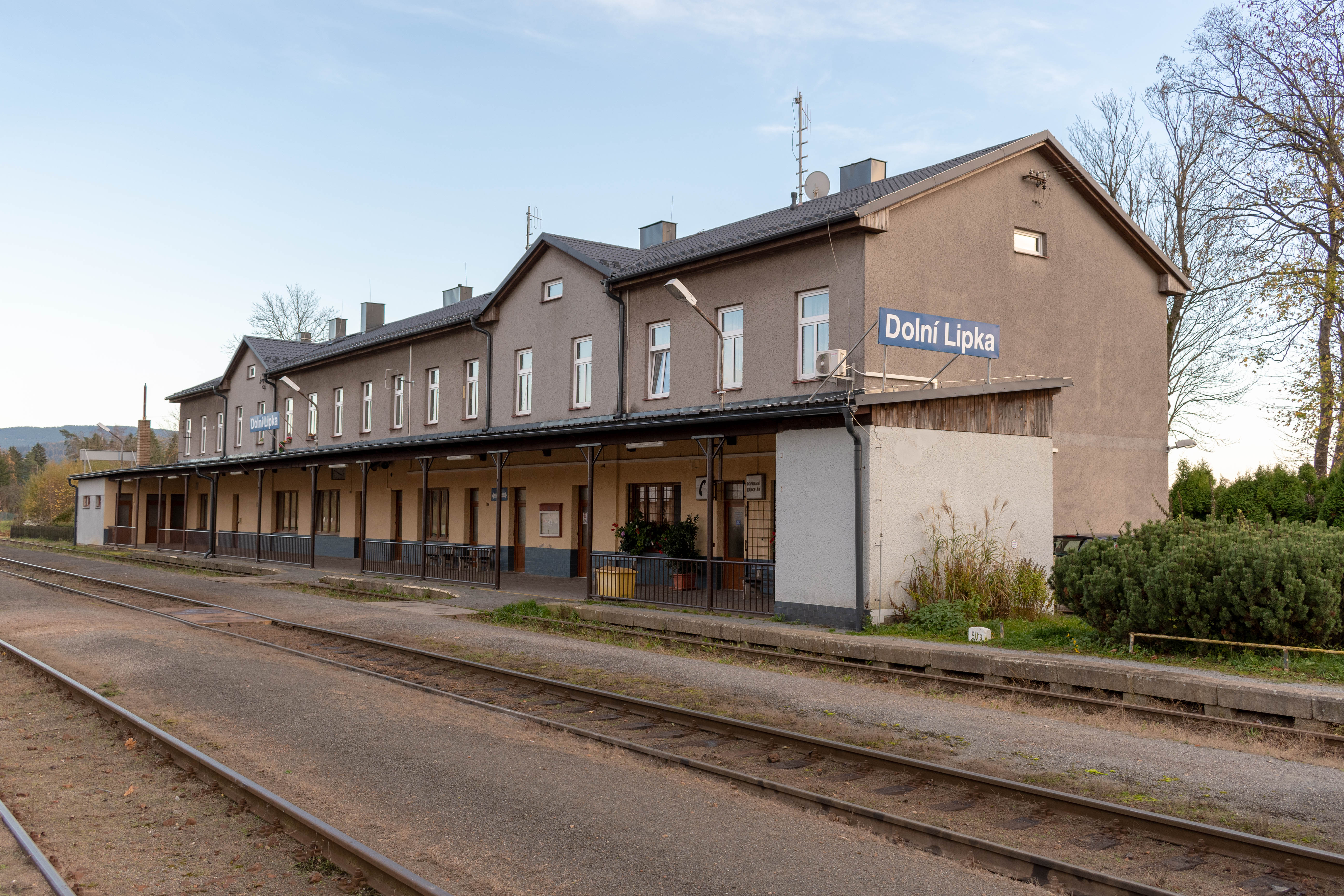
Dolní Lipka
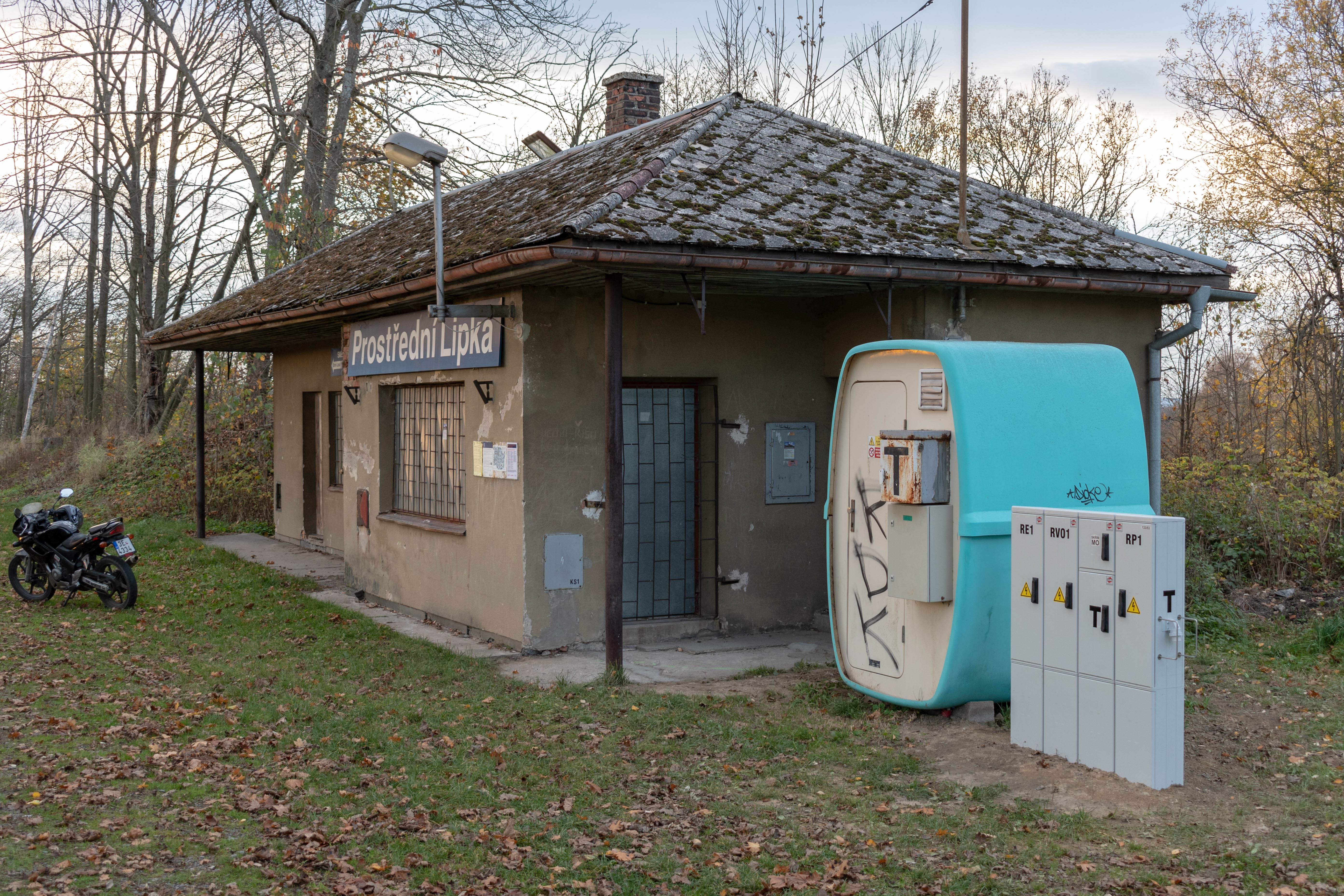
Prostřední Lipka
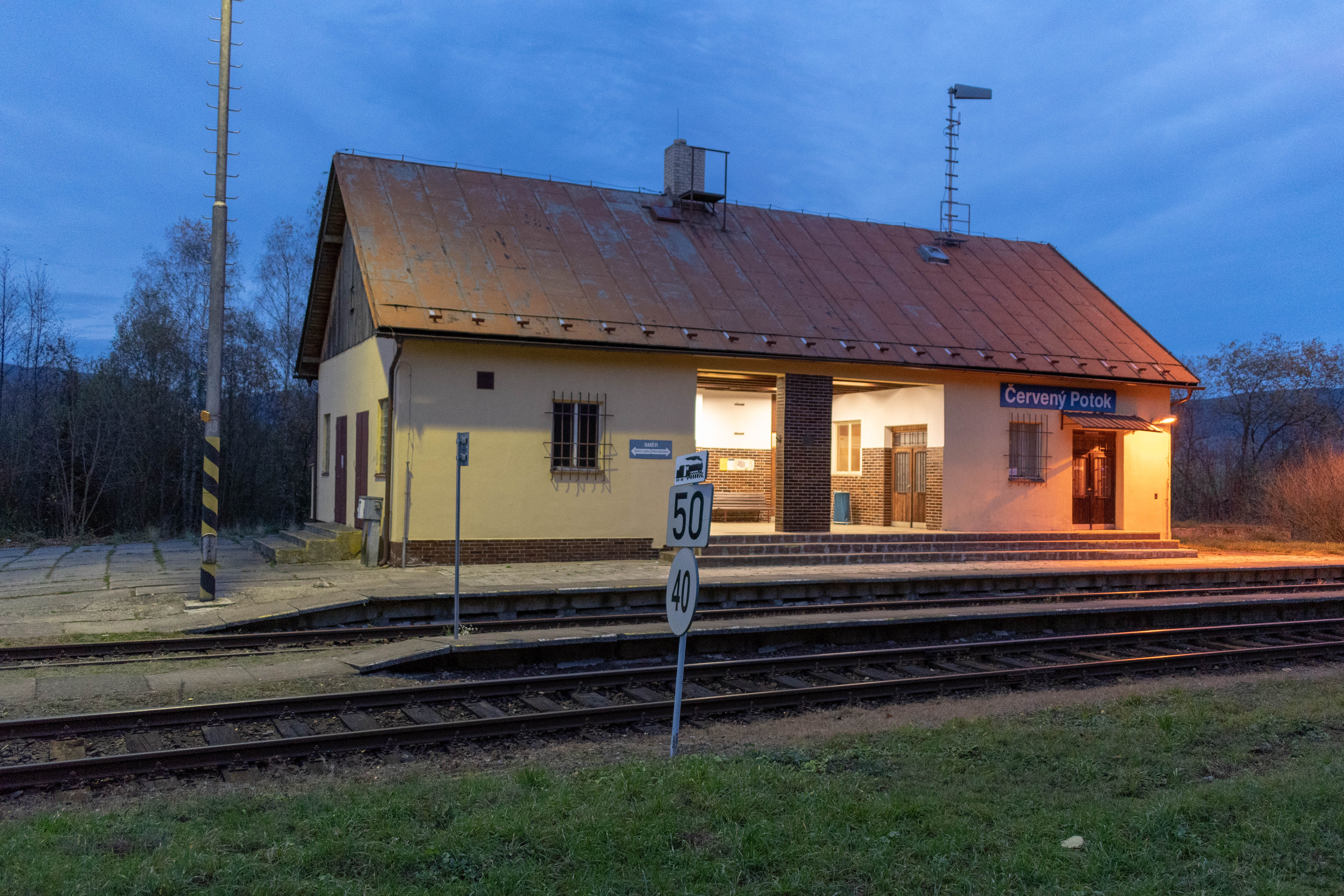
Červený Potok
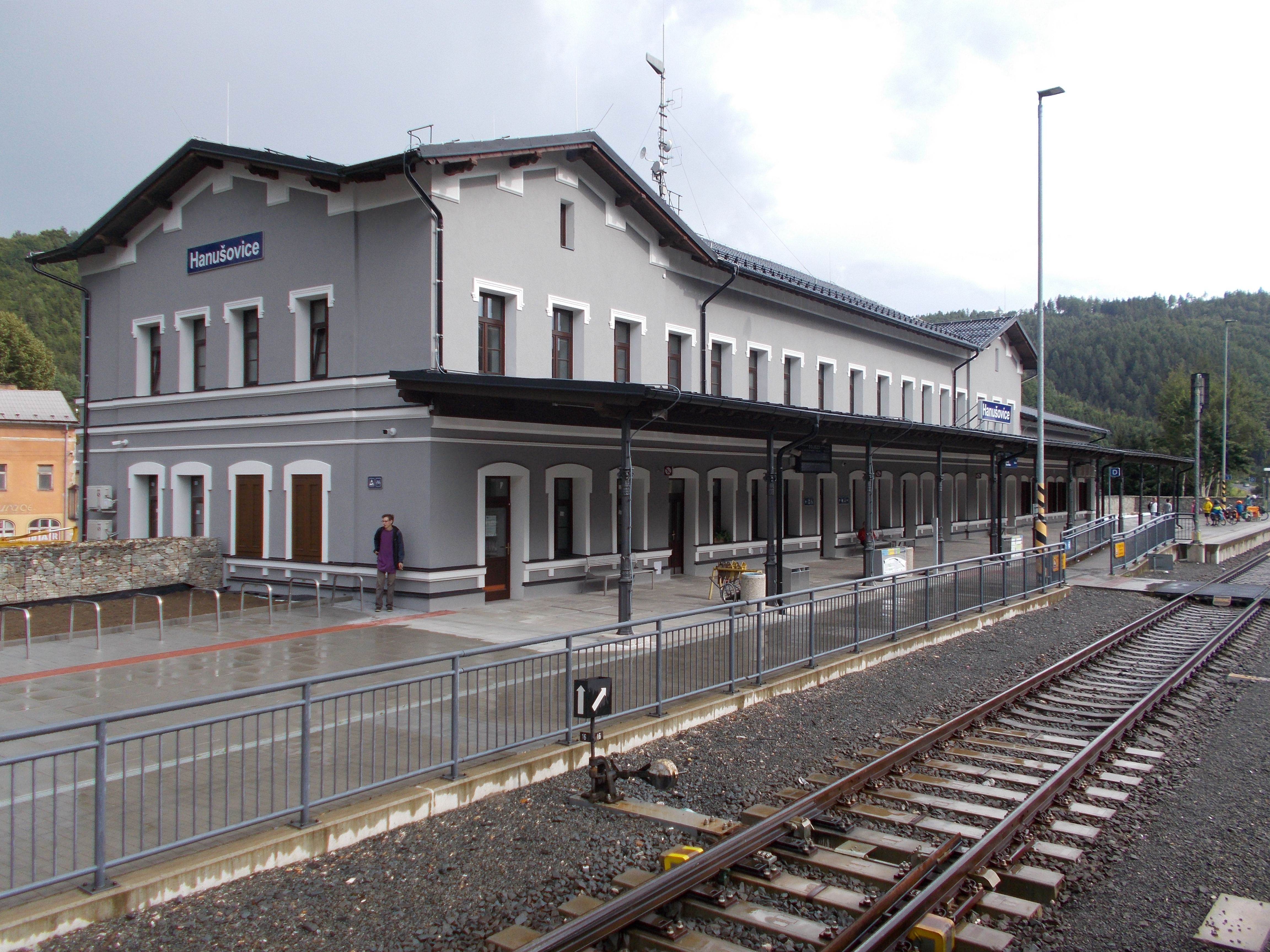
Hanušovice